# Molecular Query Language
Molecular Query Language(MQL)は、ケモインフォマティクスにおける検索の方法である。広く用いられているSMARTSと比べ、MQLでは原子やその結合の空間的、物理化学的な性質も記述することができる。さらに、”reduced feature”グラフとして知られる、原子を用いない記法に拡張できる。問い合わせ言語はJavaCCを用いたEBNFに基づいている。